# Aerial (Album)
Aerial ist ein im November 2005 erschienenes Doppel-Album und das insgesamt achte Studioalbum von Kate Bush. Bemerkenswert ist hierbei der zeitliche Abstand von zwölf Jahren zum vorherigen Album – in dieser Zeit war Kate Bush Mutter geworden und hatte sich vorwiegend um ihr Privatleben gekümmert.
Wie das Erfolgsalbum Hounds of Love ist auch Aerial in zwei Teile gegliedert:
1. Im ersten Teil des Doppelalbums, der A Sea of Honey betitelt ist, werden schwerpunktmäßig Personen und Persönlichkeiten besungen (jeweiliger Titel in Klammern): Elvis Presley (1), der Entdecker der Zahl Pi (2), ihr Sohn Bertie (3), eine Hausfrau (4), Johanna von Orleans (6) und Bushs verstorbene Mutter (7).
2. Der zweite Teil heißt A Sky of Honey, ist deutlich lyrischer angelegt und behandelt die Themen „Vogelflug“ und „Luft“. Er beginnt mit Samples von Vogelstimmen; die dann folgenden neun Songs beschreiben, was die Vögel auf ihrer Reise um die Welt sehen, u. a. Rom (2), einen Sonnenuntergang (5) und den Atlantik (8). Die Songs gehen sowohl melodisch als auch inhaltlich ineinander über, z. B. wird in (4) ein Maler beschrieben, dessen Farben seines Bildes im Regen verlaufen und einen wunderschönen Sonnenuntergang ergeben, der dann wiederum im nächsten Stück besungen wird.

## Enthaltene Stücke

### A Sea of Honey
1. King of the Mountain (4:53)
2. Pi (6:09)
3. Bertie (4:18)
4. Mrs. Bartolozzi (5:58)
5. How to Be Invisible (5:32)
6. Joanni (4:56)
7. A Coral Room (6:12)

### A Sky of Honey
1. Prelude (1:26)
2. Prologue (5:42)
3. An Architect’s Dream (4:50)
4. The Painter’s Link (1:35)
5. Sunset (5:58)
6. Aerial Tal (1:01)
7. Somewhere in Between (5:00)
8. Nocturn (8:34)
9. Aerial (7:52)

Alle Songs wurden von Kate Bush geschrieben und produziert.

## Ausgekoppelte Singles
- 2005: King of the Mountain / Sexual Healing

## Rezeption
In Band 1 seiner Buchreihe Rock vergibt das Magazin eclipsed für das Werk die höchste Kategorie Kaufrausch. Das Album landet in der Gesamtschau aller Kate Bush Alben in dieser Publikation auf Platz 3.

## Trivia
- Rolf Harris, der am Album mitwirkende Didgeridoo-Spieler, malte auch das Album-Cover. Die darauf dargestellten Amplituden stammen vom Gesang der Amseln, mit dem auch der zweite Teil des Albums beginnt.
- Im Booklet sind von ihrem Sohn angefertigte Zeichnungen enthalten.
- Auf der „B-Seite“ der Single King of the Mountain befindet sich eine Cover-Version des Marvin-Gaye-Klassikers Sexual Healing.